# Michael Kors
Karl Anderson, Jr. (Long Island, 9 de agosto de 1959), mais conhecido pelo seu nome artístico, Michael Kors, é um estilista norte-americano. Integra o júri do programa televisivo Project Runway.

## Biografia
Kors é filho de Joan Hamburger, ex- modelo, e de seu primeiro marido, Karl Anderson, um estudante universitário. Aos 19 anos de idade ingressou no Fashion Institute of Technology (Nova Iorque), a fim de estudar fashion design. Em 1981, com apenas 21 anos, Kors lançou a linha Michael Kors womenswear para loja como Bloomingdale's, Bergdorf Goodman, Lord & Taylor, Neiman Marcus e a Saks da quinta avenida. Em 1997, ganhou um prêmio de melhor estilista feminino e melhor diretor criativo ready-to-wear da multimarcas Celine, da qual, trabalhou até 2003. Em 2004, lançou a sua própria coleção, contendo não só roupas como acessórios e sapatos. A marca se espalhou pelo mundo e o estilista é um dos mais influentes de sua geração. Cultuado por celebridades como Angelina Jolie, Blake Lively, Brooke Shields e Michelle Obama.
Em 2011 sua empresa abriu capital na bolsa de valores.
Michael Kors foi eleito em 2014 pela Forbes, o mais novo bilionário do mundo.